# Gnamptogenys posteropsis
Gnamptogenys posteropsis är en myrart som först beskrevs av Robert E. Gregg 1951.  Gnamptogenys posteropsis ingår i släktet Gnamptogenys och familjen myror. Inga underarter finns listade i Catalogue of Life.